# Santiago Santamaría
Santiago Santamaría (ur. 22 września 1952 w San Nicolás de los Arroyos, zm. 27 lipca 2013 w Córdobie) – argentyński piłkarz.
W czasie swojej kariery występował w Newell’s Old Boys Rosario (1971-1974, 1980-1985) i francuskiego Stade de Reims (1974-1979). Był członkiem kadry reprezentacji Argentyny na Mundialu 1982.